# Psychomyiella ulmeri
Psychomyiella ulmeri is een schietmot uit de familie Psychomyiidae. De soort komt voor in het Oriëntaals gebied.